# Rungsiodes stenopterella
Rungsiodes stenopterella är en fjärilsart som beskrevs av Hans Georg Amsel 1935. Rungsiodes stenopterella ingår i släktet Rungsiodes och familjen äkta malar.
Artens utbredningsområde är Marocko. Inga underarter finns listade.